# Poczapowo
Poczapowo (biał. Пачапава, Paczapawa; ros. Почапово, Poczapowo) – wieś na Białorusi, w obwodzie brzeskim, w rejonie pińskim, w sielsowiecie Horodyszcze, nad Piną i w pobliżu Rezerwatu Krajobrazowego Środkowa Prypeć.
Dawniej wieś i folwark. W dwudziestoleciu międzywojennym leżał w Polsce, w województwie poleskim, w powiecie pińskim, w gminie Pinkowicze. Po II wojnie światowej w granicach Związku Radzieckiego. Od 1991 w niepodległej Białorusi.